# Historia Rose
Historia Rose (oryg. Rambling Rose) – film z 1991 roku w reżyserii Marthy Coolidge na podstawie książki Calder Willingham.

## Obsada
- Robert Duvall – Daddy
- Laura Dern – Rose
- Diane Ladd – Matka
- Lukas Haas – Buddy
- John Heard – Willcox Hillyer
- Robert John Burke – Dave Wilkie
- Lisa Jakub – Doll
- Kevin Conway – Dr. Martinson

## Nagrody i wyróżnienia
- Oscary za rok 1991
  - Laura Dern – najlepsza aktorka (nominacja)
  - Diane Ladd – najlepsza aktorka drugoplanowa (nominacja)